# National Basketball Association 2008-2009
La stagione della National Basketball Association 2008-2009 fu la 63ª edizione del campionato NBA. La stagione si concluse con la vittoria dei Los Angeles Lakers, che sconfissero gli Orlando Magic per 4-1 nelle finali NBA.
È stata la prima stagione dal 1966-1967 senza una franchigia di Seattle, poiché i Seattle SuperSonics sono stati trasferiti ad Oklahoma City, città che per la prima volta nella storia è rappresentata da una squadra: gli Oklahoma City Thunder.

## Squadre partecipanti
- Atlanta Hawks
- Boston Celtics
- Charlotte Bobcats
- Chicago Bulls
- Cleveland Cavaliers
- Dallas Mavericks
- Denver Nuggets
- Detroit Pistons
- G.S. Warriors
- Houston Rockets
- Indiana Pacers
- L.A. Clippers
- L.A. Lakers
- Memphis Grizzlies
- Miami Heat

- Milwaukee Bucks
- Minnesota T'wolves
- N.J. Nets
- N.O. Hornets
- N.Y. Knicks
- Oklahoma Thunder
- Orlando Magic
- Phoenix Suns
- Philadelphia 76ers
- Portland T. Blazers
- Sacramento Kings
- San Antonio Spurs
- Toronto Raptors
- Utah Jazz
- Wash. Wizards

## Classifiche

### Eastern Conference
Atlantic Division
|  |    |                        | G  | V  | P  | %    | GB |
|  | -- | ---------------------- | -- | -- | -- | ---- | -- |
|  | 1. | Boston Celtics (2)     | 82 | 62 | 20 | 75,6 | -  |
|  | 2. | Philadelphia 76ers (6) | 82 | 41 | 41 | 50,0 | 21 |
|  | 3. | N.J. Nets              | 82 | 34 | 48 | 41,5 | 28 |
|  | 4. | Toronto Raptors        | 82 | 33 | 49 | 40,2 | 29 |
|  | 5. | N.Y. Knicks            | 82 | 32 | 50 | 39,0 | 30 |

Central Division
|  |    |                         | G  | V  | P  | %    | GB |
|  | -- | ----------------------- | -- | -- | -- | ---- | -- |
|  | 1. | Cleveland Cavaliers (1) | 82 | 66 | 16 | 80,5 | -  |
|  | 2. | Chicago Bulls (7)       | 82 | 41 | 41 | 50,0 | 25 |
|  | 3. | Detroit Pistons (8)     | 82 | 39 | 43 | 47,6 | 27 |
|  | 4. | Indiana Pacers          | 82 | 36 | 46 | 43,9 | 30 |
|  | 5. | Milwaukee Bucks         | 82 | 34 | 48 | 41,5 | 32 |

Southeast Division
|  |    |                   | G  | V  | P  | %    | GB |
|  | -- | ----------------- | -- | -- | -- | ---- | -- |
|  | 1. | Orlando Magic (3) | 82 | 59 | 23 | 72,0 | -  |
|  | 2. | Atlanta Hawks (4) | 82 | 47 | 35 | 57,3 | 12 |
|  | 3. | Miami Heat (5)    | 82 | 43 | 39 | 52,4 | 16 |
|  | 4. | Charlotte Bobcats | 82 | 35 | 47 | 42,7 | 24 |
|  | 5. | Wash. Wizards     | 82 | 19 | 63 | 23,2 | 40 |

### Western Conference
Northwest Division
|  |    |                         | G  | V  | P  | %    | GB |
|  | -- | ----------------------- | -- | -- | -- | ---- | -- |
|  | 1. | Denver Nuggets (2)      | 82 | 54 | 28 | 65,9 | -  |
|  | 2. | Portland T. Blazers (4) | 82 | 54 | 28 | 65,9 | -  |
|  | 3. | Utah Jazz (8)           | 82 | 48 | 34 | 58,5 | 6  |
|  | 4. | Minnesota T'wolves      | 82 | 24 | 58 | 29,3 | 30 |
|  | 5. | Oklahoma Thunder        | 82 | 23 | 59 | 28,0 | 31 |

Pacific Division
|  |    |                  | G  | V  | P  | %    | GB |
|  | -- | ---------------- | -- | -- | -- | ---- | -- |
|  | 1. | L.A. Lakers (1)  | 82 | 65 | 17 | 79,3 | -  |
|  | 2. | Phoenix Suns     | 82 | 46 | 36 | 56,1 | 19 |
|  | 3. | G.S. Warriors    | 82 | 29 | 53 | 35,4 | 36 |
|  | 4. | L.A. Clippers    | 82 | 19 | 63 | 23,2 | 46 |
|  | 5. | Sacramento Kings | 82 | 17 | 65 | 20,7 | 48 |

Southwest Division
|  |    |                       | G  | V  | P  | %    | GB |
|  | -- | --------------------- | -- | -- | -- | ---- | -- |
|  | 1. | San Antonio Spurs (3) | 82 | 54 | 28 | 65,9 | -  |
|  | 2. | Houston Rockets (5)   | 82 | 53 | 29 | 64,6 | 1  |
|  | 3. | Dallas Mavericks (6)  | 82 | 50 | 32 | 61,0 | 4  |
|  | 4. | N.O. Hornets (7)      | 82 | 49 | 33 | 59,8 | 5  |
|  | 5. | Memphis Grizzlies     | 82 | 24 | 58 | 29,3 | 30 |

## Vincitore
| Campione NBA 2008-2009          |
| ------------------------------- |
| Los Angeles Lakers (15º titolo) |

## Statistiche
| Categoria                    | Giocatore        | Squadra               | Statistiche |
| ---------------------------- | ---------------- | --------------------- | ----------- |
| Punti per partita            | Dwyane Wade      | Miami Heat            | 30,2        |
| Rimbalzi per partita         | Dwight Howard    | Orlando Magic         | 13,8        |
| Assist per partita           | Chris Paul       | New Orleans Hornets   | 11,0        |
| Palle rubate per partita     | Chris Paul       | New Orleans Hornets   | 2,77        |
| Stoppate per partita         | Dwight Howard    | Orlando Magic         | 2,9         |
| Percentuale di realizzazione | Shaquille O'Neal | Phoenix Suns          | 60,9        |
| Percentuale tiri liberi      | José Calderón    | Toronto Raptors       | 98,1        |
| Percentuale tiri da tre      | Anthony Morrow   | Golden State Warriors | 46,7        |

## Premi NBA

### Riconoscimenti individuali
- Migliore giocatore dell'anno: LeBron James, Cleveland Cavaliers[1]
- Migliore matricola dell'anno: Derrick Rose, Chicago Bulls[2]
- Migliore difensore dell'anno: Dwight Howard, Orlando Magic[3]
- Migliore sesto uomo dell'anno: Jason Terry, Dallas Mavericks[4]
- Migliore rivelazione dell'anno: Danny Granger, Indiana Pacers[5]
- Migliore allenatore dell'anno: Mike Brown, Cleveland Cavaliers[6]
- Migliore dirigente dell'anno: Mark Warkentien, Denver Nuggets[7]

### Quintetti ideali
All-NBA Team 
| Ruolo | Giocatore     | squadra             |
| ----- | ------------- | ------------------- |
| AG    | Dirk Nowitzki | Dallas Mavericks    |
| AP    | LeBron James  | Cleveland Cavaliers |
| C     | Dwight Howard | Orlando Magic       |
| GT    | Kobe Bryant   | Los Angeles Lakers  |
| P     | Dwyane Wade   | Miami Heat          |

| Ruolo | Giocatore   | squadra                |
| ----- | ----------- | ---------------------- |
| AG    | Tim Duncan  | San Antonio Spurs      |
| AP    | Paul Pierce | Boston Celtics         |
| C     | Yao Ming    | Houston Rockets        |
| GT    | Brandon Roy | Portland Trail Blazers |
| P     | Chris Paul  | New Orleans Hornets    |

| Ruolo | Giocatore        | squadra            |
| ----- | ---------------- | ------------------ |
| AG    | Pau Gasol        | Los Angeles Lakers |
| AP    | Carmelo Anthony  | Denver Nuggets     |
| C     | Shaquille O'Neal | Phoenix Suns       |
| GT    | Chauncey Billups | Denver Nuggets     |
| P     | Tony Parker      | San Antonio Spurs  |

 NBA All-Defensive Team 
| Ruolo | Giocatore     | squadra             |
| ----- | ------------- | ------------------- |
| AG    | Kevin Garnett | Boston Celtics      |
| AP    | LeBron James  | Cleveland Cavaliers |
| C     | Dwight Howard | Orlando Magic       |
| GT    | Kobe Bryant   | Los Angeles Lakers  |
| P     | Chris Paul    | New Orleans Hornets |

| Ruolo | Giocatore     | squadra           |
| ----- | ------------- | ----------------- |
| AG    | Shane Battier | Houston Rockets   |
| AP    | Ron Artest    | Houston Rockets   |
| C     | Tim Duncan    | San Antonio Spurs |
| GT    | Dwyane Wade   | Miami Heat        |
| P     | Rajon Rondo   | Boston Celtics    |

 NBA All-Rookie Team 
| Ruolo | Giocatore         | squadra               |
| ----- | ----------------- | --------------------- |
| AG    | Michael Beasley   | Miami Heat            |
| AP    | Russell Westbrook | Oklahoma City Thunder |
| C     | Brook Lopez       | New Jersey Nets       |
| GT    | O.J. Mayo         | Memphis Grizzlies     |
| P     | Derrick Rose      | Chicago Bulls         |

| Ruolo | Giocatore                     | squadra                |
| ----- | ----------------------------- | ---------------------- |
| AG    | Kevin Love                    | Minnesota Timberwolves |
| AP    | Mario Chalmers                | Miami Heat             |
| C     | Marc Gasol                    | Memphis Grizzlies      |
| GT    | D.J. Augustin (pari merito )  | Charlotte Bobcats      |
| GT    | Rudy Fernández (pari merito ) | Portland Trail Blazers |
| P     | Eric Gordon                   | Los Angeles Clippers   |